# Флаг Ниуэ
Государственный флаг Ниуэ — принят в 1974 году. 
Золотисто-жёлтый цвет полотна флага символизирует тёплые чувства, испытываемые жителями Ниуэ к Новой Зеландии и её гражданам.
Флаг Великобритании в крыже символизирует тесные связи Ниуэ с Великобританией: 20 апреля 1900 года над островом был установлен британский протекторат.
Четыре маленькие звезды символизируют созвездие Южный Крест и Новую Зеландию, под управлением которой Ниуэ находится с 1901 года.
Желтая пятиконечная звезда в центре синего круга символизирует расположение острова в Океане.
В акте, описывающем содержание флага, точно не указаны пропорции, а также чертежи.